# Carlos Simón Vázquez
Carlos Simón Vázquez (Cáceres, Extremadura, España, 2 de junio de 1965) es un sacerdote católico, médico, teólogo, profesor y autor español.

## Biografía
Tras licenciarse en medicina y cirugía por la Universidad de Navarra se trasladó a Italia donde obtuvo el doctorado en teología por la Pontificia Universidad Lateranense de Roma.
En 1995 recibió su ordenación sacerdotal, a manos del obispo Ciriaco Benavente Mateos, siendo incardinado en la Diócesis de Coria-Cáceres.
Al finalizar sus estudios superiores e iniciar su ministerio pastoral fue párroco del municipio extremeño del Cañaveral. También ha sido profesor de Teología moral de la persona y de la vida física en el Instituto Teológico San Pedro de Alcántara y titular en el Instituto de Ciencias Religiosas Nuestra Señora de Guadalupe.
Además es profesor invitado en el máster de Bioética de la Sociedad Andaluza en la ciudad de Córdoba y en la Facultad de Teología del Norte de España con sede en Burgos, en la que imparte clases de Teología Moral de la Persona.
También es autor de diversos libros relacionados con la bioética.
Desde el 9 de febrero de 2008, fue subsecretario del Pontificio Consejo para la Familia de la Santa Sede, nombrado por el papa Benedicto XVI, lo que le obligó a fijar su residencia en el Vaticano, hasta la supresión de dicho consejo el 1 de septiembre de 2016 por el papa Francisco.